# Proceso de Andrussow

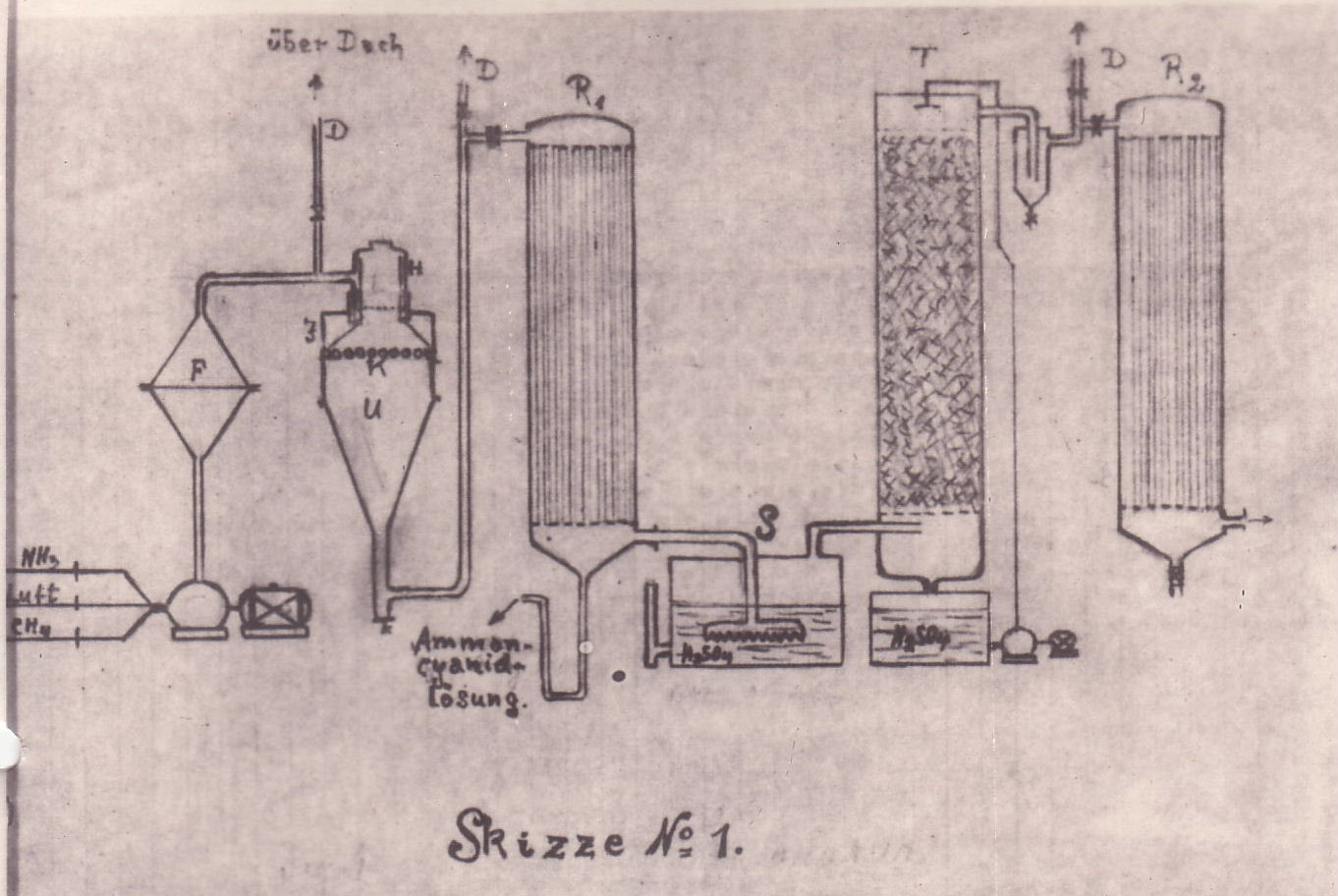
Diagrama de 1931 que muestra el proceso de Andrusow.

El Proceso de Andrussow  es un proceso industrial para la producción de ácido cianhídrico a partir de metano y amoniaco en presencia de oxígeno y un catalizador de platino.
CH4 + NH3 + 1.5 O2 → HCN + 3 H2O
El proceso está basado en una reacción descubierta por Leonid Andrussow en 1927. En años posteriores él desarrolló el proceso que lleva su nombre. 